# Slaget vid Alesia
Slaget vid Alesia år 52 f.Kr. var det sista större slaget i gallerkrigen och stod mellan Caesars legioner och en samling av galliska stammar ledda av Vercingetorix.

## Bakgrund
Sedan början av Caesars invasion år 58 f.Kr. hade han successivt lagt under sig hela Gallien. 53 f.Kr. gjorde dock nästan hela Gallien uppror under arviern Vercingetorix. Caesar gick till motangrepp men efter att ha misslyckats med att inta Gergovia fann han sig övergiven av sina sista galliska allierade. Vercingetorix gick nu till anfall men slogs tillbaka till Alesia med cirka 90 000 man. Caesar inledde belägringen genom att slå upp en cirka 25 km lång palissad, cirka 1 000 torn, 23 fort och 7 läger runt hela staden. Innan belägringsverken var färdigbyggda lyckades dock det galliska kavalleriet bryta sig ut. Rädd för att en undsättningsarmé skulle falla honom i ryggen uppförde Caesar en yttre mur runt sin belägrande styrka. 
Efter 30 dagars belägring tog provianten slut i Alesia och Vercingetorix tvingades skicka ut alla som inte kunde strida. Caesar vägrade dem dock passage och de tvingades därför stanna mellan Alesia och romarna under resten av belägringen då många dog av svält och sjukdomar.  Under belägringens tredje månad anländer en undsättningsarmé på uppskattningsvis 240 000 man. 

## Slaget
Slaget bestod av tre strider. I den första angrep undsättningsarmén romarna samtidigt som Vercingetorix trupper gjorde ett utfall från Alesia. Trots gallernas numerära överläge lyckades romarna hålla dem stången och slutligen slå tillbaka dem när deras germanska kavalleri gick till anfall. Två nätter senare gjordes ännu en attack från gallernas sida, denna dock endast genom ett utfall från Alesia. 
Den tredje och jämnaste striden utkämpades dagen efter den andra. Gallerna gjorde då ännu en gemensam attack som speciellt inriktades på den nordvästra delen av den romerska förskansningen som visat sig vara svag. Den romerska linjen var nära att bryta samman men höll till dess att det germanska kavalleriet fick möjlighet att göra ett utfall och driva bort fienden. Därefter var striden, och belägringen, avgjord och följande morgon kapitulerade Vercingetorix. 

## Resultat
Segern betydde att Caesar i princip lyckats krossa det galliska upproret och efteråt återstod endast en del mindre upprensningsaktioner innan kriget kunde avslutas år 51 f.Kr. 